# Kawasaki Ninja 400
La Kawasaki Ninja 400 o Ninja 400R è una motocicletta prodotta dalla casa giapponese Kawasaki che nel 2024 tramite un aumento di cilindrata a 451 cc divenne Ninja 500.

## La moto

### Prima serie
Questa motocicletta venne vista per la prima volta nel 2010, ma entra in produzione nel 2011 con una linea ispirata dalla Kawasaki ER-6f, è caratterizzata da un motore bicilindrico, mentre il telaio è un monotrave sdoppiato in tubi ed è caratterizzato da due piccoli gusci laterali che fungono da reggipedane e simulano un telaio bitrave, nel 2014 venne aggiornato il serbatoio e il peso crebbe a 209 kg (211 con ABS)

### Seconda serie

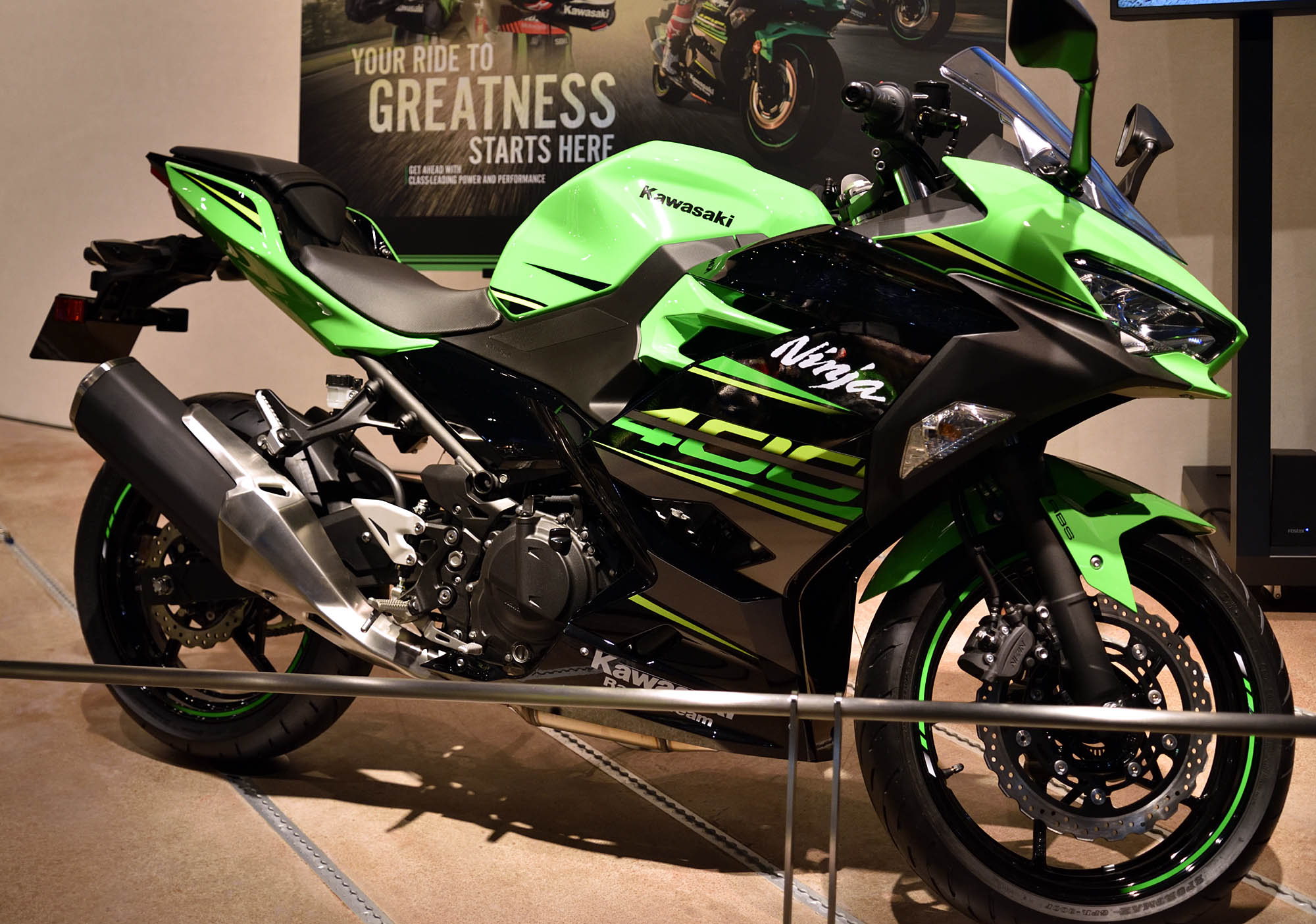
Kawasaki Ninja 400 2018

Il nuovo Ninja 400 sostituisce la Ninja 300 dal 2018, produce 44,8 hp a 10.000 giri/min, quindi una maggiore potenza rispetto alla 300, ma con la riduzione del peso rispetto alla 300, le linee in questo caso riprendono quelle della Kawasaki Ninja H2 anche se meno dettagliate ed elaborate.

### Terza serie
Nel 2024 la Ninja 400 vede un incremento di cilindrata tramite un aumento della corsa pistone, il che porta la cilindrata a 451 cc, mentre il nome diventa Ninja 500, di fatto il resto della motocicletta non vede cambiamenti significativi, se non per il sistema keyless e le frecce a LED, inoltre l'allestimento SE (Ninja 500 SE) si differenzia per la strumentazione del tipo TFT a colori e per la connessione bluetooth per il cellulare.